# Malaysia Open 1988
Die Marlboro Malaysia Open 1988 im Badminton fanden vom 13. bis zum 18. Dezember 1988 in Kuala Lumpur statt. Das Turnier war mit dem höchsten Preisgeld des Badminton-Jahres ausgestattet. Der Sieger im Herreneinzel erhielt 11.500 US-Dollar. Das gesamte Preisgeld betrug 150.000 US-Dollar, was dem Turnier zu einem Fünf-Sterne-Status im Grand Prix verhalf.

## Austragungsort
- Stadium Negara

## Finalergebnisse
| Disziplin    | Sieger                       | Finalist                  | Ergebnis           |
| ------------ | ---------------------------- | ------------------------- | ------------------ |
| Herreneinzel | Xiong Guobao                 | Wu Wenkai                 | 16-17, 15-7, 15-12 |
| Dameneinzel  | Han Aiping                   | Li Lingwei                | 11-7, 11-3         |
| Herrendoppel | Li Yongbo Tian Bingyi        | Razif Sidek Jalani Sidek  | 15-12, 15-12       |
| Damendoppel  | Guan Weizhen Lin Ying        | Kim Yun-ja Chung So-young | 15-6, 15-3         |
| Mixed        | Eddy Hartono Verawaty Fajrin | Wang Pengren Shi Fangjing | 15-9, 15-7         |

## Halbfinale

### Herreneinzel
- Xiong Guobao –  Razif Sidek 15:11, 18:15
- Wu Wenkai –  Foo Kok Keong 16:17, 15:7, 15:12

### Dameneinzel
- Han Aiping –  Yao Fen 11:3, 11:3
- Li Lingwei –  Zhou Lei 11:4, 11:6

### Herrendoppel
- Li Yongbo/ Tian Bingyi –  Sakrapee Thongsari/ Sawei Chanseorasmee w.o.
- Razif Sidek/ Jalani Sidek –  Chen Kang/ Chen Hongyong 15:9, 15:6

### Damendoppel
- Guan Weizhen/ Lin Ying –  Eline Coene/ Erica van Dijck 18:17, 15:8
- Kim Yun-ja/ Chung So-young –  Verawaty Fajrin/ Yanti Kusmiati 15:9, 15:6

### Mixed
- Eddy Hartono/ Verawaty Fajrin –  Jan-Eric Antonsson/ Maria Bengtsson 18:15, 15:10
- Wang Pengren/ Shi Fangjing –  Andy Goode/ Gillian Gowers 4:15, 15:11, 15:11

## Viertelfinale

### Herreneinzel
- Xiong Guobao –  Alan Budikusuma 15:6, 15:12
- Wu Wenkai –  Lius Pongoh 15:12, 15:9
- Razif Sidek –  Zhang Qingwu 15:4, 15:5
- Foo Kok Keong –  Icuk Sugiarto 15:12, 9:15, 15:6

### Dameneinzel
- Han Aiping –  Susi Susanti 11:3, 11:5
- Li Lingwei –  Kirsten Larsen 11:4, 12:9
- Yao Fen –  Helen Troke 11:0, 11:1
- Zhou Lei –  Sun Xiaoqing 7:11, 11:3, 11:5

### Herrendoppel
- Li Yongbo/ Tian Bingyi –  Lee Sang-bok/ Ahn Jae-chang 17:18, 15:13, 15:12
- Razif Sidek/ Jalani Sidek –  Zheng Yumin/ Lu L. 15:10, 15:3
- Sakrapee Thongsari/ Sawei Chanseorasmee –  Ong Beng Teong/ Cheah Soon Kit 15:11, 11:15, 15:10
- Chen Kang/ Chen Hongyong –  Ong Ewe Chye/ Rahman Sidek 15:9, 15:6

### Damendoppel
- Guan Weizhen/ Lin Ying –  Maria Bengtsson/ Christine Magnusson 15:4, 18:14
- Kim Yun-ja/ Chung So-young –  Sun Xiaoqing/ Zhou Lei 15:7, 15:8
- Eline Coene/ Erica van Dijck –  Yao Fen/ Lai Caiqin 18:17, 15:8
- Verawaty Fajrin/ Yanti Kusmiati –  Han Aiping/ Li Lingwei 15:8, 13:15, 15:8

### Mixed
- Eddy Hartono/ Verawaty Fajrin –  Anders Nielsen/ Gillian Clark 15:8, 15:6
- Wang Pengren/ Shi Fangjing –  Aryono Miranat/ Minarti Timur 15:7, 15:6
- Jan-Eric Antonsson/ Maria Bengtsson –  Sakrapee Thongsari/ Piyathip Sansaniyakulvilai 15:13, 15:8
- Andy Goode/ Gillian Gowers –  Max Gandrup/ Christine Magnusson 4:15, 15:11, 15:11